# Sunrise in Different Dimensions
Sunrise in Different Dimensions ist ein Jazzalbum von Sun Ra. Die am 24. Februar 1980 im Gasthof Mohren in Willisau entstandenen Aufnahmen erschienen 1981 als Doppel-LP, 1991 leicht gekürzt als Compact Disc auf HatHut Records. Am 3. April 2014 wurde das Album in einer restaurierten und vervollständigten Fassung bei Enterplanetary Koncepts wiederveröffentlicht.

## Hintergrund
Sunrise in Different Dimensions enthält ein Live-Konzert von Sun Ra & the Arkestra in der Schweiz, das den Beginn einer Europatournee des Sun Ra Arkestra bildete. Die Band spielte in einer basslosen Nonett-Besetzung, mit Sun Ra an Piano und Orgel, dem Trompeter Michael Ray, den Holzbläsern John Gilmore, Marshall Allen, Danny Ray Thompson, Kenneth Williams und Noel Scott, den beiden Schlagzeugern Chris Henderson und Eric Walker sowie der Sängerin June Tyson.
Zusätzlich zu acht unterschiedlichen und allgemein experimentierfreudigen, aber unbetitelten Eigenkompositionen von Ra spielte das Ensemble exzentrische Versionen von Stücken aus den 1930er-Jahren wie „Big John's Special“, „Yeah Man“, „Queer Notions“, „Limehouse Blues“, „Take the “A” Train“ und „King Porter Stomp“, notierte Scott Yanow. Für den Rest seines Lebens wechselte Sun Ra zwischen Neuerfindungen von Swing-Melodien und seinen eigenen „Weltraum“-Stücken.
Das Album wurde auf dem Label HatHut Records in verschiedenen Konfigurationen veröffentlicht, wobei manche Tracks auf bestimmten Neuauflagen fallen gelassen wurden. Diese digitale Sammlung enthält alle Tracks, die von dieser Aufführung herausgegeben wurden. Für die restaurierte Neuausgabe des Albums bei Enterplanetary Koncepts wurden die beiden letzten, zuvor unbetitelten Stücke in „On Jupiter“ und „A Helio-Hello! and Goodbye Too!“ umbenannt. Die Coverart wurde adaptiert aus Elementen verschiedener Illustrationen von Jim Flora.

## Titelliste
- Sun Ra: Sunrise in Different Dimensions (hat Hut SEVENTEEN (2R17), hat ART CD 6099)[2]

A1 Untitled 3:55

A2 Untitled 4:40

A3 Untitled 7:20

A4 Cocktails for Two (Arthur Johnston, Sam Coslow) 3:20

B1 ’Round Midnight (Thelonious Monk) 6:50

B2 Lady Bird / Half Nelson (Tadd Dameron, Miles Davis) 8:00

B3 Big John's Special (Horace Henderson) 3:40

B4 Yeah Man! (J. Russell Robinson, Noble Sissle) 3:30

C1 Untitled 10:55

C2 Untitled 4:55

C3 Untitled 9:00

D1 Queer Notions (Coleman Hawkins) 2:55

D2 Limehouse Blues (Douglas Furber, Philip Braham) 3:50

D3 King Porter Stomp (Jelly Roll Morton) 3:30

D4 Take the "A" Train (Billy Strayhorn) 5:05

D5 Lightnin’ (Duke Ellington) 2:45

D6 Untitled 3:35

D7 Untitled 3:10

- Sun Ra Arkestra: Sunrise in Different Dimensions (hat ART CD 6099)[3]

1. Light from a Hidden Sun 3:53
2. Pin-Points of Spiral Prisms 4:41
3. Silhouettes of the Shadow World 7:20
4. Cocktails for Two (Johnston/Coslow) 3:21
5. ’Round Midnight (Monk) 6:39
6. Lady Bird / Half Nelson (Davis, Dameron) 7:58
7. Big John's Special (Henderson) 3:37
8. Yeah Man! (Robinson, Sissle) 3:28
9. Disguised Gods in Skullduggery Rendez-Vous 9:04
10. Queer Notions (Hawkins) 2:43
11. Limehouse Blues (Furber, Braham) 3:43
12. King Porter Stomp (Morton) 3:32
13. Take the "A" Train (Strayhorn) 5:06
14. Lightnin’ (Ellington) 2:43
15. A Helio-Hello! And Goodbye Too! 3:12

Wenn nicht anders vermerkt, stammen die Kompositionen von Sun Ra.

## Rezeption
Nach Ansicht von Richard Cook und Brian Morton, die das Album in The Penguin Guide to Jazz mit dreieinhalb Sternen auszeichneten, zählt dieser Mitschnitt zu den hochwertigen Livealben dieser Phase. Die Mischung aus inzwischen vertrauten Eigenkompositionen Ras, Standards wie „’Round Midnight“ und Swingklassikern sei sowohl unterhaltsam als auch provokant.
Scott Yanow verlieh dem Album in Allmusic vier Sterne und schrieb, der einzige Mangel des Mitschnitts sei, dass die beiden Schlagzeuger (Chris Henderson und Eric Walker) nicht swingen und in den Vintage-Standards oft hölzern klingen würden, was möglicherweise am fehlenden Bassisten liege. Allerdings sei das Arkestra trotz seiner etwas seltsamen Instrumentierung durchgehend in hervorragender Form zu hören. Trotz der Mängel seitens der Schlagzeuger sei dies eines der besseren Beispiele für die Form seiner späten Band gewesen.